# Кациров, Ефим Леонидович
Ефи́м Леони́дович Каци́ров (род. 30 мая 1937, Днепропетровск) — советский и российский актёр театра и кино. Заслуженный артист Российской Федерации (1992). Член Союза театральных деятелей с 1965 года. Член Союза писателей России с 2009 года. Обладатель специальной премии Артема Боровика «Честь. Мужество. Мастерство» (2012). Лауреат конкурса «Лучшая книга 2011—2013 годов» с вручением ордена им. М. Ю. Лермонтова (2013).
Действительный член Петровской академии наук и искусств (октябрь 2013). Участник ликвидации аварии на Чернобыльской АЭС.

## Биография
Родился 30 мая 1937 года в Днепропетровске в еврейской семье. Там же окончил среднюю школу и горный техникум.
Проходил службу в рядах Советской армии (1959—1962). В 1962 году приехал в Москву и поступил на актёрский факультет Высшего Театрального училища имени Б. В. Щукина (курс Анатолия Борисова). В 1966 окончил его с отличием. В 1972 году заочно окончил режиссёрский факультет того же училища также с отличием. В 1977 году окончил Высшие театральные курсы ГИТИСа.
С июня 1965 года стажёр, а с июня 1966 солист Московского Академического театра Оперетты, исполнитель комедийных ролей в опереттах и мюзиклах Ж. Оффенбаха, И. Штрауса, Ф. Легара, И. Кальмана, Ф. Лоу, Д. Бока, И. Дунаевского, В. Мурадели, Р. Гаджиева, Г. Гладкова, О. Фельцмана, Е. Птичкина. Проработал в театре 34 года.
Занимался озвучиванием мультфильмов и дубляжом. Среди наиболее известных его работ: Чудище-Снежище («Новогодняя сказка»), Баба-Яга из мультфильма «Ивашка из Дворца пионеров», попугай из серии мультфильмов «Боцман и попугай». Снимался также в кинофильмах и телеспектаклях.
Стал лауреатом III Московского конкурса спортивной песни совместно с композитором Л. Лядовой, написав стихи к песне «Марш Яшина» в честь знаменитого советского футбольного вратаря Льва Яшина. В содружестве с композитором В. Казениным является автором «Песни автоинспектора» и песни «О светофоре». На его стихи «Судьба моя — Россия» А. Евсюков написал музыку. Эту песню по центральному телевидению исполнил И. Д. Кобзон.
Проводил творческие встречи со зрителями в Германии, газета Speyerer Tagespost в 2001 году назвала его «нестареющей звездой Московской Оперетты». В 1998 году родилось театрализованное монопредставление «Жизнь потешного артиста». В 2000 году к 100 — летию со дня рождения композитора И. О. Дунаевского посвятил его творчеству концерт — бенефис «Мелодия жизни и любви». В 2004 году выпустил шоу «Оперетта — жизнь моя» (нем. «Operette – Mein Leben»), далее появились программы «Эмигранты смеются до слёз», «От опереттки до мюзикла» и «Весёлый бенефис».
В 2009 году выпустил актёрскую книгу с названием «Радуга в шампанском» — о жизни, армейских буднях, учёбе в Щукинском училище и службе на сцене Московского Академического театра оперетты.
В 2012 году вышла его книга «Кобзон Советского Союза» о земляке, с которым вместе учился в школе и в горном техникуме Днепропетровска. Выход книги был приурочен к 75-летию И. Д. Кобзона. За эту книгу на XII Всероссийском конкурсе на Премию Артёма Боровика «Честь. Мужество. Мастерство» (председатель жюри — журналист-международник Г. А. Боровик) был удостоен специальной премии.
Выступает с концертами, рассказывая о театре и, исполняя сцены из оперетт, монологи, а также русские, еврейские и немецкие песни.
В сентябре 2018 года в издательстве «А ТЕМП» вышла новая книга Ефима Кацирова «Неведомая страсть».

## Творчество

### Избранные роли вМосковском театре Оперетты
- Забывчивый жених (В. Казенин) — Вася[14]
- Василий Теркин (А. Новиков) — Старшина / Дед
- Старая комедия (О. Фельцман) — Стефан Спетлайг
- Королева Чардаша (И. Кальман) — метрдотель Мишка
- Принцесса цирка (И. Кальман) — Пеликан[15]
- Моя прекрасная леди (Ф. Лоу) — Джордж, хозяин кабачка[16][17] / Алфи Дулиттл
- Граф Люксембург (Ф. Легар) — старый князь Франческу
- Герцогиня Герольштейнская (Ж. Оффенбах) — Генерал фон Бум
- Не прячь улыбку (Р. Гаджиев) — старик Бебирли[18]
- Мама, я женюсь (Р. Гаджиев) — старик Бебирли
- Перекрёсток (Р. Гаджиев) — армянин Гастон
- Девушка с голубыми глазами (В. Мурадели) — корреспондент[19]
- Цирк зажигает огни (Ю. Милютин) — Абдул
- Летучая мышь (И. Штраус) — Фрош, дежурный
- Касатка (В. Чернышов) — матрос Панкрат / Желтухин
- Не бей девчонок (С. Заславский) — разбойник Коротыш
- Хоттабыч (Г. Гладков) — старик Хоттабыч
- Сокровища капитана Флинта — пират Сильвер

### Киноактёр
- 1975 — Граф Люксембург — полицейский
- 1993 — Скандал в нашем Клошгороде

### Озвучивание мультфильмов[20]
- 1972 — Новогодняя сказка — Чудище-Снежище
- 1973 — Волшебные фонарики — Светлячок
- 1973 — Митя и микробус — Микробус
- 1975 — Уступите мне дорогу — крыс Гры
- 1976 — Будь здоров, зелёный лес! — гусеница шелкопряда
- 1981 — Ивашка из Дворца пионеров — Баба-Яга
- 1981 — Приключение на плоту — Воронёнок
- 1981 — Раз — горох, два — горох… — Воробей
- 1982—1985 — Боцман и попугай (5 выпусков) — Попугай
- 1982 — Сын камня — Ведьма-табунщица
- 1982 — Сверчок — медвежонок-жадина Ивашка (в титрах Е. Кацыров)
- 1983 — Горе — не беда — Ведьма / Генерал / один из придворных
- 1983 — Добрый лес — Ёж (в титрах Е. Кацыров)
- 1983 — Жил у бабушки козёл — Волк
- 1984 — Слонёнок пошёл учиться — учитель Сурок (в титрах Е. Кацыров)
- 1984 — Понарошку — Козёл / читает текст (в титрах Е. Кацыров)
- 1984 — Лосенок (в титрах Е. Кацыров)
- 1985 — Дереза — петух Кирюша (нет в титрах)
- 1985 — Пропал Петя-петушок — Петух
- 1986 — Филя — Филин (в титрах Е. Кацыров)
- 1987 — Лесные сказки. Фильм второй — Гномик (в титрах Е. Кацыров)
- 1989 — Яблоня
- 1989 — Копилка
- 1990 — Счастливый старт-4 (в альт. версии «Луч фиолетовой смерти») — подполковник Рэд
- 1990 — Озеро на дне моря — выхухоль, сообщивший Тристану, что его вызывают русские
- 1990 — В поисках Олуэн — Чёрная ведьма
- 1991 — Маленькая колдунья — тётка Румпумпель
- 1991 — Иван-царевич и Серый Волк
- 1991 — Подводные береты — подполковник Рэд / выхухоль, сообщивший Тристану, что его вызывают русские
- 1991 — Приключения волшебного глобуса, или Проделки ведьмы — Ведьма / Генерал / один из придворных
- 1994—1995 — Шарман, Шарман! — Попугай

### Дубляж
- 1991—1992 — Чёрный Плащ — Герберт Мадлфут
- 1986 — Ловушка для кошек — Попугай в джунглях
- 1957—1959 — Зорро — сержант Деметрио Лопез Гарсия (Генри Кэлвин) (дубляж СВ-Дубль для РТР)